# زمن إعادة امتلاء الشعيرات
زمن إعادة امتلاء الشعيرات(1) هو الوقت الذي يأخذه اللون ليعود للشعيرات الدموية الخارجية بعد ضغط تسبب بالابيضاض.
يمكن قياس زمن عود امتلاء الشعيرات من خلال رفع اليد أعلى من مستوى القلب ثم الضغط على طرف الأبع أو ظفر الأصبع حتى يتحول اللون إلى الأبيض ثم ملاحظة الوقت اللازم لعودة اللون بعد إزالة الضغط. عادة ما يكون الزمن بحدود الثانيتين.
يمكن قياس زمن عود امتلاء الشعيرات في حديثي الولادة من خلال الضغط على القص بواسطة أصبع أو إبهام لمدة 5 دقائق ثم ملاحظة الوقت الازم لعودة اللون بعد إزالة الضغط. الزمن الطبيعي الازم في أعلى مستوياته يبلغ 3 ثوان.
أما الحيوانات، فيمكن قياسه زمن عود امتلاء الشعيرات من خلال الضغط على اللثة لكون منطقة القص عادة ما تكون مغطاة بالفرو أو لا يمكن الوصول إليها.
إن الزيادة في زمن عود امتلاء الشعيرات علامة على الإصابة بصدمة، كذلك هي علامة من علامات التجفاف وانخفاض التروية الدموية. كما قد تدل على الإصابة بمرض دوران محيطي.
يجب عدم اعتماد هذا الفحص لكونه يتأثر بالكثير من العوامل الخارجية.

## الهوامش
1. زمن إعادة امتلاء الشعيرات أو زمن عود امتلاء الشعيرات (بالإنجليزية: Capillary refill time)‏ ويعرف اختصارًا CRT.